# FIRA European Sevens 2007
Navigation
FIRA European Sevens 2006 FIRA European Sevens 2008
Le FIRA European Sevens 2007 est la sixième édition de la plus importante compétition européenne de rugby à sept. Elle se déroule à l'été 2007 et est organisée par la FIRA-AER.